# Större kantrörsnattslända
Större kantrörsnattslända (Lepidostoma hirtum) är en nattslända som förekommer vid rinnande vatten, som bäckar och små och större floder, och vid sjöar med steniga stränder. Den har vid utbredning i Europa och är i Sverige allmän i stora delar av landet.
Larven är 9-11 millimeter lång och har ett brunaktigt huvud och gråvit bakkropp. På huvudet finns ljusa fläckar. Den har korta och kraftiga framben, medan de andra benparen är smala och långa. 
De unga larvernas hus består av sand. Äldre larver bygger ett skyddande hus av små bladbitar. Huset är rakt och i genomskärning fyrkantigt till formen och blir gradvis smalare bakåt. Det har en längd på cirka 17 millimeter och en bredd på 2,5 millimeter. 
Larvens föda består av döda växtdelar.